# العلاقات الإريترية السريلانكية
العلاقات الإريترية السريلانكية هي العلاقات الثنائية التي تجمع بين إريتريا وسريلانكا.

## مقارنة بين البلدين
هذه مقارنة عامة ومرجعية للدولتين:
| وجه المقارنة                                              | إريتريا                                      | سريلانكا                         |
| --------------------------------------------------------- | -------------------------------------------- | -------------------------------- |
| المساحة (كم2)                                             | 117.60 ألف                                   | 65.61 ألف                        |
| عدد السكان (نسمة)                                         | 6.33 مليون                                   | 21.44 مليون                      |
| الكثافة السكانية (ن./كم²)                                 | 53.83                                        | 326.78                           |
| العاصمة                                                   | أسمرة                                        | سري جاياواردنابورا كوتي، كولمبو  |
| اللغة الرسمية                                             | اللغة التغرينية، اللغة العربية، لغة إنجليزية | اللغة السنهالية، اللغة التاميلية |
| العملة                                                    | ناكفا                                        | روبية سريلانكي                   |
| الناتج المحلي الإجمالي (بليون دولار)                      | 2.61 مليار                                   | 87.17 مليار                      |
| الناتج المحلي الإجمالي (تعادل القوة الشرائية) بليون دولار |                                              | 246.62 مليار                     |
| الناتج المحلي الإجمالي الاسمي للفرد دولار أمريكي          |                                              | 3.93 ألف                         |
| الناتج المحلي الإجمالي للفرد دولار أمريكي                 |                                              | 11.11 ألف                        |
| مؤشر التنمية البشرية                                      | 0.391                                        | 0.757                            |
| رمز المكالمات الدولي                                      | +291                                         | +94                              |
| رمز الإنترنت                                              | .er                                          | .lk،                             |
| المنطقة الزمنية                                           | ت ع م+03:00                                  | ت ع م+05:30                      |

## منظمات دولية مشتركة
يشترك البلدان في عضوية مجموعة من المنظمات الدولية، منها:
| علم المنظمة | اسم المنظمة                        | تاريخ انضمام إريتريا | تاريخ انضمام سريلانكا |
| ----------- | ---------------------------------- | -------------------- | --------------------- |
|             | مؤسسة التمويل الدولية              | 11 أكتوبر 1995       | 20 يوليو 1956         |
|             | منظمة حظر الأسلحة الكيميائية       | ?                    | ?                     |
|             | يونسكو                             | 2 سبتمبر 1993        | 14 نوفمبر 1949        |
|             | الاتحاد الدولي للاتصالات           | 6 أغسطس 1993         | 1897                  |
|             | الأمم المتحدة                      | 28 مايو 1993         | 14 ديسمبر 1955        |
|             | منظمة الشرطة الجنائية الدولية      | ?                    | ?                     |
|             | البنك الدولي للإنشاء والتعمير      | 6 يوليو 1994         | 29 أغسطس 1950         |
|             | الاتحاد البريدي العالمي            | ?                    | ?                     |
|             | مؤسسة التنمية الدولية              | 6 يوليو 1994         | 27 يونيو 1961         |
|             | وكالة ضمان الاستثمار متعدد الأطراف | 10 سبتمبر 1996       | 27 مايو 1988          |

## وصلات خارجية
- موقع وزارة الخارجية السريلانكية